# Panicum cupressifolium
Panicum cupressifolium är en gräsart som beskrevs av Aimée Antoinette Camus. Panicum cupressifolium ingår i släktet vipphirser, och familjen gräs. Inga underarter finns listade i Catalogue of Life.